# Kim Ung-Yong
Este es un nombre coreano, el apellido es Kim
Kim Ung-yong (8 de marzo de 1962) es un hombre surcoreano que se hizo famoso como niño prodigio. Al poco tiempo de nacer, Kim empezó a mostrar extraordinarias habilidades intelectuales. Empezó a hablar a los 6 meses, pudiendo conversar con fluidez. Fue capaz de leer japonés, coreano, alemán e inglés a los 3 años. El 2 de noviembre de 1966, todavía con cuatro años de edad, resolvió cálculos integrales y diferenciales. Tiempo después, demostró en un programa para la televisión japonesa su habilidad para comprender los idiomas, era políglota, sabía chino, español, vietnamita, tagalo, alemán, inglés, japonés y coreano.
Siendo aún un niño, Kim también se dedicó a escribir poesía, demostrando ser además un excepcional pintor.
Kim fue un estudiante invitado de física en la Universidad de Hanyang desde los tres años hasta los seis, y a los siete años fue llamado para trabajar con la NASA en los Estados Unidos. Terminó sus estudios universitarios, consiguiendo finalmente un doctorado en física en la Universidad Estatal de Colorado, antes de cumplir los 16 años. En 1974, durante su período universitario, comenzó su trabajo de investigación en la NASA, hasta 1978, cuando volvió a Corea.
Tras volver a Corea, quiso desaparecer de la mirada pública. Así, decidió asistir a una universidad local y cambiar de su especialización en física a ingeniería civil. Finalmente consiguió un doctorado en este campo, siguiendo adelante para convertirse en un prominente erudito en dicho campo, habiendo publicado al menos 90 artículos.
Kim Ung-yong se encuentra en el Libro Guinness de los récords en la sección "IQs más altos"; se estima que su cociente intelectual alcanza los 210 puntos.